# 第12回NFLオナーズ
第12回NFLオナーズは、NFLの2022年シーズンについて行われた授賞式。2023年2月9日、アリゾナ州フェニックスのフェニックス・シンフォニー・ホールで開催された。NBC（ストリーミングはピーコック）とNFLネットワークで放送された。ケリー・クラークソンが初の女性司会者を務めた。

## 受賞者一覧
| 賞                                            | 受賞者                                                         | ポジション | チーム | 出典  |
| --------------------------------------------- | -------------------------------------------------------------- | ---------- | --- | ----- |
| AP通信MVP                                     | パトリック・マホームズ                                         | QB         | カンザスシティ・チーフス                                                                                      | [ 2 ] |
| AP通信最優秀コーチ賞                          | ブライアン・ダボール                                           | HC         | ニューヨーク・ジャイアンツ                                                                                    | [ 2 ] |
| AP通信最優秀アシスタントコーチ賞              | ディミコ・ライアンズ                                           | DC         | サンフランシスコ・49ers                                                                                       | [ 2 ] |
| AP通信最優秀攻撃選手賞                        | ジャスティン・ジェファーソン                                   | WR         | ミネソタ・バイキングス                                                                                        | [ 2 ] |
| AP通信最優秀守備選手賞                        | ニック・ボーサ                                                 | OLB        | サンフランシスコ・49ers                                                                                       | [ 2 ] |
| ペプシ最優秀新人賞                            | エイダン・ハッチンソン                                         | DE         | デトロイト・ライオンズ                                                                                        | [ 3 ] |
| AP通信最優秀新人攻撃選手賞                    | ギャレット・ウィルソン                                         | WR         | ニューヨーク・ジェッツ                                                                                        | [ 2 ] |
| AP通信最優秀新人守備選手賞                    | ソース・ガードナー                                             | CB         | ニューヨーク・ジェッツ                                                                                        | [ 2 ] |
| AP通信カムバック賞                            | ジーノ・スミス                                                 | QB         | シアトル・シーホークス                                                                                        | [ 2 ] |
| ウォルター・ペイトンNFLマン・オブ・ザ・イヤー | ダック・プレスコット                                           | QB         | ダラス・カウボーイズ                                                                                          | [ 2 ] |
| USAAサルートトゥサービス賞                    | ロン・リベラ                                                   | HC         | ワシントン・コマンダース                                                                                      | [ 2 ] |
| FedExエアプレーヤー賞                         | ジョー・バロウ                                                 | QB         | シンシナティ・ベンガルズ                                                                                      | [ 2 ] |
| FedExグランドプレーヤー賞                     | ジョシュ・ジェイコブス                                         | RB         | ラスベガス・レイダース                                                                                        | [ 2 ] |
| バドライト最優秀セレブレーション賞            | シンシナティ・ベンガルズ・ジェットコースター・セレブレーション | チーム     | シンシナティ・ベンガルズ                                                                                      | [ 2 ] |
| ディーコン・ジョーンズ賞                      | ニック・ボーサ                                                 | DE         | サンフランシスコ・49ers                                                                                       | [ 2 ] |
| アート・ルーニー賞                            | カライス・キャンベル                                           | DE         | ボルチモア・レイブンズ                                                                                        | [ 2 ] |
| ジム・ブラウン賞                              | ジョシュ・ジェイコブス                                         | RB         | ラスベガス・レイダース                                                                                        | [ 2 ] |
| プロフットボール殿堂 クラス・オブ・2023       | ダレル・リーヴィス                                             | DB         | ニューヨーク・ジェッツ タンパベイ・バッカニアーズ ニューイングランド・ペイトリオッツ カンザスシティ・チーフス |       |
| プロフットボール殿堂 クラス・オブ・2023       | デマーカス・ウェア                                             | LB         | ダラス・カウボーイズ デンバー・ブロンコス                                                                     |       |
| プロフットボール殿堂 クラス・オブ・2023       | ジョー・トーマス                                               | OT         | クリーブランド・ブラウンズ                                                                                    |       |
| プロフットボール殿堂 クラス・オブ・2023       | ロンデ・バーバー                                               | DB         | タンパベイ・バッカニアーズ                                                                                    |       |
| プロフットボール殿堂 クラス・オブ・2023       | ザック・トーマス                                               | LB         | マイアミ・ドルフィンズ ダラス・カウボーイズ                                                                   |       |
| プロフットボール殿堂 クラス・オブ・2023       | ケン・ライリー                                                 | DB         | シンシナティ・ベンガルズ                                                                                      |       |
| プロフットボール殿堂 クラス・オブ・2023       | チャック・ハウリー                                             | LB         | シカゴ・ベアーズ ダラス・カウボーイズ                                                                         |       |
| プロフットボール殿堂 クラス・オブ・2023       | ドン・コリエル                                                 | HC         | セントルイス・カージナルス サンディエゴ・チャージャーズ                                                       |       |
| プロフットボール殿堂 クラス・オブ・2023       | ジョー・クレッコ                                               | DL         | ニューヨーク・ジェッツ インディアナポリス・コルツ                                                             |       |